# Peter II van Urgell
Peter II van Urgell (Catalaans: Pere II d'Urgell, 1340 - Balaguer,  juni  1408) was graaf van Urgell en burggraaf van Àger, baron van Entenza, Antillón en Alcolea de Cinca. Hij was de zoon van Jacobus I van Urgell en van Cecilia van Cominges, burggravin van Turenne.
Toen zijn vader in 1347 stierf was Peter zijn officiële opvolger. Omdat hij toen slechts zeven jaar oud was regeerde zijn moeder totdat hij meerderjarig was. Cecilia moest orde op zake stellen wat betreft de financiën van het graafschap Urgell. Ze reorganiseerde het belastingsysteem en stelde inkomsten en uitgaven op orde. Dankzij Cecilia beleefde het graafschap een belangrijke bloeiperiode.
In 1350 verkocht zij het graafschap Turenne aan haar zwager Guillaume III Roger de Beaufort, een neef van paus Clemens VI. Dit leverde zoveel geld op dat kastelen en burchten gerestaureerd en nieuwe vestingen gebouwd konden worden.  Haar zoon Peter werd een van de rijkste edelen van Spanje.

## Onder Peter IV van Aragón
Cecilia en Peter hielden zich zo ver mogelijk verwijderd van de koning van Aragón, bevreesd om net als Jacobus opnieuw in politieke intriges verwikkeld te raken. Ze moesten echter wel hun feodale plichten vervullen.  In 1351 trok Peter daarom met een leger naar Valencia toen Ferdinand van Aragón (1329-1363) de stad dreigde te zullen aanvallen. De Cortes van Aragón woonde hij echter maar zelden bij, maar omdat hij keurig aan de verplichting van zijn foedus ten opzichte van de koning voldeed werd hem dat vergeven.
In 1356 barstte in Spanje een oorlog uit tussen het koninkrijk Castilië en het koninkrijk Aragón, ook wel de Oorlog van de twee Peters genoemd naar Peter I van Castilië en Peter IV van Aragón. Peter II van Urgell was een van de raadgevers van Peter IV van Aragón, die gesteund werd door Hendrik van Trastámara en een groep Franse adel met als hoofdfiguur Bertrand du Guesclin. De koning van Castilië sloot een verbond met Engeland, Portugal en Navarra.
In 1363 maakte de koning van Aragón Peter II van Urgell in ruil voor zijn steun hem tot kapitein van de stad Teruel, van Monreal en van landgoederen rondom Daroca. Peter liet Zaragoza en Ejea de los Caballeros verder versterken met het oog op een mogelijke aanval vanuit Castilië. In 1367 schonk Peter II van Urgell de stad Balaguer het recht om een markt te houden, daarnaast schafte hij verschillende lokale belastingen af, zodat de markt een groot succes werd.
Op 22 augustus 1363 trouwde hij met Beatrix van Cardona, de dochter van Hugo Folc I de Cardona en Blanca van Aragón. Beatrix stierf niet lang daarna waarschijnlijk in 1371.
In 1366 werd hij benoemd tot plaatsvervangend bevelhebber van Valencia en rond 1368 schenkt de koning van Aragón hem de baronie van Fraga.
In 1375 werd er uiteindelijk vrede gesloten tussen de koningen van Aragón en Castilië, bezegeld in de Vrede van Almazán met het huwelijk tussen Eleonora van Aragón (1358-1382), dochter van Peter IV en Eleonora van Sicilië (1325-1374).
Hetzelfde jaar trouwde Peter II van Urgell met Margarita, dochter van Johan II van Montferrato en Margarita van Comminges, met wie hij zeven kinderen zou krijgen. Onderdeel van de bruidsschat was de stad Aque in Lombardije.
Op 11 oktober 1377 trouwde Peter IV van Aragón met Sybilla de Fortia, hun dochter Isabella (1380-1424) trouwde in 1407 met een zoon van Peter, Johan II van Urgell.

## Onder Johan I van Aragón
In 1387 sterft Peter IV van Aragón. Hij werd opgevolgd door zijn zoon Johan.
Johan I van Aragón begon meteen met het vervolgen van zijn pleegmoeder Sybilla. Op 29 december sloeg Sybilla op de vlucht samen met haar moeder, Bernard van Fortia, de graaf van Pallars, Berenguer de Abella en Bartolomé LLunes. De broer van Johan, Martinus beval de koningin gevangen te laten nemen, waarvan werd gezegd dat ze naar Frankrijk of Aragón zou vluchten. Uiteindelijk zochten de vluchtelingen een schuilplaats in het kasteel van San Martin Caroca, dat toebehoorde aan Bernard. Op 7 januari 1387 gaven ze zich over aan prins Johan. Daarna begon een proces tegen Sybilla en haar aanhang. Enkele getuigen verklaarden dat er sprake was van een samenzwering tegen de koning. 
De koning gaf bevel om Sybilla te martelen zodat ze zou bekennen. Deze was bang ter dood veroordeeld te worden en droeg daarom haar bezittingen over aan de Johan I van Aragón die deze schonk aan zijn echtgenote, Violante. De koning zette het proces echter toch voort.
Hierop sloten graaf Peter II van Urgell en andere Catalaanse edelen, waaronder Hugo, de graaf van Pallars en zijn broer Roger, een verbond. De kardinaal van Aragón, gezant van de paus Clemens, was in Barcelona en verzocht de koning om gratie voor Sybilla. De koningin zat opgesloten in de toren Den Vives in Barcelona en werd daarna vrijgelaten tegen een losgeld van eenentwintigduizend sueldos.
Peter II was door al deze affaires gebrouilleerd met de koning en trok zich terug. Hij liet de kerk van Castillon de Farfanya bouwen, het claustrum van het klooster van Àger, de versterking Casa Fuerte de la Condesa in Balaguer en liet het kasteel van Agramunt afbouwen.

## Conflict tussen Lerida en het graafschap van Urgell
Sinds 1149 vielen de steden Lerida en Fraga binnen een eigen markizaat, het markizaat van Lerida. Dit had een eigen jurisdictie hetgeen af en tot conflicten leidde met het graafschap van Urgell. Koning Peter IV schonk het markizaat in 1386, één jaar voor zijn dood aan zijn zoon Martinus, die het in 1392 weer verkocht aan zijn vrouw voor 722.400 sueldos. Deze, procureur van haar man en de koning van Sicilië, verkocht het in 1396 weer aan de graaf van Urgell voor 50.000 florijnen, maar toen de verkoop bijna gesloten was werd koning Martinus ingelicht. Deze voorzag problemen als het graafschap in Catalaanse handen zou overgaan, omdat hiermee veel macht gemoeid ging.
In 1389 ontstond opnieuw een conflict met de stad Lerida, nadat enkele misdadigers vanuit de stad naar het graafschap waren gevlucht. Peter II van Urgell weigerde de achtervolgers toe te laten en dreigde Lerida aan te vallen. De burgers van Lerida riepen toen de hulp in van de stad Barcelona. Uiteindelijk gaf de koning zijn steun aan Lerida en op 5 mei 1396 viel het markizaat toe aan de stad Lerida. De stad betaalde eerst 34.000 van de 50.000 florijnen op 4 mei 1396 en de resterende 16.000 op de 26e mei.

## Onder Martinus I van Aragón
Op 19 mei 1396 stierf Johan I van Aragón tijdens een jachtpartij. Hij werd opgevolgd door Martinus I van Aragón, die zich toen in Sicilië bevond.
Een van de dochters van Johan I, Johanna, was getrouwd met Mattheus, graaf van Foix. De andere dochter Violante, was getrouwd met Lodewijk II van Anjou, die koning van Napels was.
De Catalanen waren verontwaardigd dat niet een van de dochters van Johan I van Aragón het koninkrijk erfde maar zijn broer Martinus.
De aartsbisschop van Tarragona, Bernardo Galceran de Pinos, de raadsmannen van Barcelona Juan Serra, Matías Castelló, Arnaldo Burges, Pedro Dusay en Jaime Marquet trokken vervolgens naar het koninklijk paleis en riepen Johanna uit tot koningin van Aragón. Dit was vooral in het belang van Mattheus, de graaf van Foix. Als Johanna koningin van Aragón zou worden, dan werd Matheus immers koning. Hij besloot zijn claim met wapens kracht bij te zetten en sloot een verbond met de hertog van Berry en andere edelen.
15 november 1377 arriveerden de troepen van Matheus in Camarasa dat zich overgaf. Een belangrijk edelman in dienst van de graaf, Ramon Despes, werd gevangengenomen. Anderen, zoals Bernardo de Roda en Bernardo de Monsonis werden vrijgelaten nadat ze hadden verklaard dat Johanna de rechtmatige troonopvolger van Johan I van Aragón was.
Hugo de Anglesola trok Balaguer binnen, waar de gravin Margarita met haar kinderen zich bevond. De graaf van Urgell trok naar Cervera met het grootste deel van de Catalaanse cavalerie. In Cervera wachtte Peter op de burggraaf van Rocaberti. Hij hoorde dat Matheus Camarasa inmiddels had verlaten en naar Castellon de Farfanya was getrokken.
Matheus trok naar de brug van Monzón en stelde zijn artillerie op om de burcht van Balbastro aan te vallen, maar hij had gebrek aan voorraden en trok zich terug richting Huesca. Peter stuurde vervolgens tweehonderdvijftig lanzen naar Huesca, maar de vijand was verder getrokken richting Bolea en vandaar uit trokken ze verder naar het oosten naar Ayerbe en van daar naar de provincie Béarn.
Matheus gaf zijn pogingen pas in 1398 op. De koning belegde zijn Cortes en enkele van de compagnieën van de graaf van Foix trokken Aragón binnen en vielen Tiermas aan, een stad op de grens met Navarra. Uiteindelijk werd hij door Martinus verslagen en moest voor straf de opbrengsten van het burggraafschap Castelbon aan de koning afstaan.
Er waren veel kandidaten voor het huwelijk met Isabel, de dochter van koning Peter IV van Aragón. Inmiddels was de macht van Peter II van Urgell zo gegroeid dat ook zijn zoon Jacobus II van Urgell een serieuze huwelijkskandidaat voor Isabel was.
Uiteindelijk werd op 18 juli 1405 in het koninklijk paleis in Barcelona de huwelijksovereenkomst getekend in bijzijn van vele belangrijke edelen en geestelijken. De bruidsschat van Isabel bedroeg 50.000 Barcelonese ponden. 
Peter schonk twee kastelen en gemeenten in het graafschap Urgell. Als Isabel geen kinderen zou krijgen zou dit alles weer terugvallen aan de graaf van Urgell.
Toen Peter in juni 1408 stierf in het kasteel van Balaguer had hij een rijkdom opgebouwd welke die van zijn voorgangers vele malen overtrof.  Zijn zoon Jacobus volgde hem op.

## Nageslacht
Met Margarita kreeg hij zeven kinderen:
- Jacobus II van Urgell
- Tadeo van Urgel
- Beatriz van Urgel
- Leonor van Urgel, non in Montblanc.
- Cecilia van Urgel, later getrouwd met Bernardo de Cabrera.
- Peter van Urgel.
- Johan van Urgel, baron van Entenza en van Antillón.